# Parti social-libéral (Tunisie)
Pour les articles homonymes, voir Parti social libéral et PSL.
 (juin 2024).
Si vous disposez d'ouvrages ou d'articles de référence ou si vous connaissez des sites web de qualité traitant du thème abordé ici, merci de compléter l'article en donnant les références utiles à sa vérifiabilité et en les liant à la section « Notes et références ».
Le Parti social-libéral (arabe : الحزب الاجتماعي التحرري) ou PSL est un parti politique tunisien d'obédience libérale, membre de l'Internationale libérale et du Réseau libéral africain. Fondé le 12 septembre 1988 sous le nom de Parti social pour le progrès (PSP), il change de nom en octobre 1993 pour refléter son orientation libérale.
Le parti publie son propre périodique en version arabe (Al Ofok).

## Histoire
À la suite de la défection de Mongi Khamassi parti créer en 2005 le Parti des verts pour le progrès, il ne compte plus qu'un seul député à la Chambre des députés.
Lors du congrès extraordinaire du 15 juillet 2006, Mondher Thabet est élu secrétaire général en remplacement de Béji ; les membres du nouveau bureau politique sont Mohamed Anis Lariani, Larbi Ben Ali, Abderrahmène Mlaouah, Jamaleddine Ben Yahia, Mourad Maâtoug, Mohamed Chiheb Lariani, Tahar Kéfi et Mohsen Nabli.
En février 2007, le parti organise un colloque sur la relation entre la culture et le changement démocratique.
À l'occasion du congrès du 18 juin 2011 qui suit la révolution, Thabet est élu au poste nouvellement créé de président et Nabli au poste de secrétaire général. Plus tard dans l'année, Hosni Lahmar prend les rênes du parti.
Par la suite, le parti s'oppose à la politique restrictive des libertés de Kaïs Saïed en signant en juin 2024 un pacte républicain avec trois autres partis et plus de 100 personnalités.

## Résultats électoraux

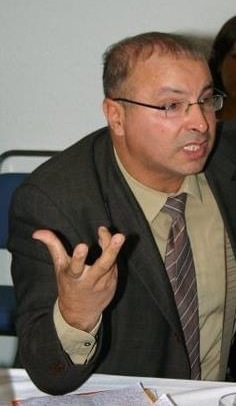
Hosni Lahmar, président du parti.

### Élection présidentielle
| Année | Candidat    | Voix   | %      | Résultat |
| ----- | ----------- | ------ | ------ | -------- |
| 2004  | Mounir Béji | 35 067 | 0,79 % | 4e       |

### Élections législatives
| Année | Voix   | %      | Rang | Sièges  | Gouvernements       |
| ----- | ------ | ------ | ---- | ------- | ------------------- |
| 1989  | 5 270  | 0,30 % | 7e   | 0 / 141 | Extra-parlementaire |
| 1994  | 1 892  | 0,10 % | 6e   | 0 / 163 | Extra-parlementaire |
| 1999  |        | 1,10 % | 6e   | 2 / 182 | Opposition          |
| 2004  | 25 261 | 0,60 % | 5e   | 2 / 214 | Opposition          |
| 2009  |        | 2,24 % | 5e   | 8 / 214 | Opposition          |